# Peace Sign
„Peace Sign” (jap. ピースサイン Piisu Sain) – siódmy singel japońskiego piosenkarza Kenshiego Yonezu, wydany w Japonii 21 czerwca 2017 roku przez Sony Music Records. Tytułowa piosenka została wykorzystana jako opening drugiego sezonu anime My Hero Academia – Akademia bohaterów.
Singel został wydany w trzech edycjach: regularnej (CD) i dwóch limitowanych („Peace ” oraz „Hero”). Zadebiutował na 2. pozycji tygodniowej listy Oricon Singles Chart i pozostał na niej przez 23 tygodnie. Sprzedał się w nakładzie 75 115 egzemplarzy fizycznych, zdobył status złotej płyty i podwójnej platyny za sprzedaż cyfrową tytułowej piosenki.

## Lista utworów
Wszystkie utwory zostały napisane, skomponowane i zaaranżowane przez Kenshiego Yonezu.
| CD | CD                                              | CD      |
| Nr | Tytuł utworu                                    | Długość |
| -- | ----------------------------------------------- | ------- |
| 1. | „Peace Sign” (jap. ピースサイン)                | 3:57    |
| 2. | „Neighbourhood”                                 | 3:57    |
| 3. | „Yumekui shōjo” (jap. ゆめくいしょうじょ)       | 4:43    |
| 4. | „Peace Sign” (jap. ピースサイン) (Instrumental) | 3:55    |

| DVD | DVD | DVD     |
| Nr  | Tytuł utworu | Długość |
| --- | --- | ------- |
| 1.  | „«Boku no Hero Academia» dai 2-ki dai 1st Cool Non-Credit Opening Movie” (jap. 「僕のヒーローアカデミア」第2期第1クール ノンクレジットオープニングムービー) |         |

## Nagrody
- 2017 The Anime Awards – Best Opening („Peace Sign”)[5]

## Notowania
| Lista                             | Pozycja |
| --------------------------------- | ------- |
| Oricon Weekly Singles Chart       | 2       |
| Billboard Japan Hot 100           | 1       |
| Billboard Japan Hot Singles Sales | 3       |